# 玛尔坎苏河
玛尔坎苏河(Markansu River)，中亚地区的一条国际跨界河流，发源于塔吉克斯坦戈尔诺—巴达赫尚自治州穆尔加布区北部，外阿莱山脉列宁峰东南坡，自西北向东南流至玛尔坎苏附近转东流，进入中华人民共和国新疆维吾尔自治区克孜勒苏柯尔克孜自治州境内，大体向东北，流经阿克陶县西北隅和乌恰县西南部，于乌恰县吾合沙鲁乡马尔坎恰特东南汇入克孜勒苏河。河流全长150千米，流域面积3724平方千米，其中塔吉克斯坦境内760平方千米。